# Baiacu-ará
Baiacu-ará (Lagocephalus laevigatus) é um peixe da família Tetraodontidae (com quatro dentes), nativo do Atlântico ocidental e na costa africana, da Mauritânia à Namíbia. Chega a atingir cerca de 60 cm de comprimento. Vivem em regiões costeiras, de baixa profundidade e em estuários, preferindo substratos com areia e lama. Os adultos têm hábitos pelágicos. Encontram-se em grupos de pequena dimensão, ou vivendo solitariamente. Tal como os outros membros da sua família, não possui escamas. A coloração do dorso é variável, indo do verde-amarelado ao azul-acinzentado. São brancos na zona lateral e ventral, onde apresentam  pequenos espinhos. A boca é pequena e em posição terminal. Os maxilares têm a placa dental dividida ao meio. Como outros peixes da sua família, são altamente tóxicos e venenosos - principalmente a pele e as vísceras, ainda que a sua carne seja particularmente delicada.

## Outras designações
↑ Este peixe é ainda designado pelos seguintes termos:
- Ará
- Baiacu-arara
- Baiacu-arará
- Baiacuará
- Baiacuarara
- Baiacu-branco
- Baiacu-bubu
- Baiacu-caixão-de-rio
- Baiacu-dondom
- Baiacu-garajuba
- Baiacu-gorajuba
- Baiacu-guaiama
- Baiacu-guaiamá
- Baiacuguaíma
- Baiacuguará
- Baiacu-guarajuba
- Baiacuguima
- Baiacu-liso
- Bajacu
- Balhaçu
- Coelho
- Dondom
- Dom-dom
- Guaiama
- Guamaiacu-atinga
- Pambo
- Peixe-bala
- Peixe-coelho
- Baiaco (Nome comum no Espírito Santo)